# 오스트라흐
오스트라흐(독일어: Ostrach)는 독일 바덴뷔르템베르크주 지크마링겐군에 있는 자치체이다.

## 지리
오스트라흐는 지크마링겐과 라펜스부르크의 중간쯤에 있는 다뉴브강과 콘스탄스 호수 사이에 있다. 그것은 마지막 빙하기가 끝날 때 라인 빙하가 남긴 빙하 빙퇴석 사이의 좁은 통로를 통과하는 같은 이름의 시내에 있다. 풍경은 언덕이 많고 숲이 우거져 있다. 제트코펜 마을의 북쪽과 남쪽에 버려진 채석장이 작은 호수를 만들었다.

## 역사
오스트라흐에 대한 첫 번째 언급은 851년에 있었다. 13세기에 이 지역은 신성 로마 제국에서 점차적으로 잘렘 수도원의 손으로 넘어갔다.
1799년 3월 21일, 오스트리아군과 프랑스군은 오스트라흐에서 전투를 벌였다. 1803년 독일 중재에서 오스트라흐와 바흐하우프텐은 투른운트탁시스 가문의 손에 넘어갔고, 1806년에는 호헨촐레른-지크마린겐 가문의 땅에 통합되었다.
알츠하우젠-오스트라흐-풀렌도르프 철도 노선은 1875년에 개통되었다. 마지막 화물 열차는 2002년 7월 31일에 오스트라흐를 통과했다.
1975년 1월 1일, 부르크바일러의 주변 마을(디히텐하우젠, 한네스트, 오센바흐, 발트보이렌, 울츠하우젠, 에겔로이테 포함), 아인하르트, 합스탈(베른바일러 포함), 예트코펜, 칼크로이테, 라우브바흐, 베레르츠바일러, 마겐부흐, 슈퓌크스와 함께 타페르츠바일러(바흐하우프텐, 에센도르프 및 군첸하우젠 포함), 방겐 및 비른스바일러는 오스트라흐에 통합되었다.